# Броматологія
Броматологія — науково-практичний напрямок у сфері харчування, до компетенції якого належить вивчення продовольчої сировини, харчових продуктів та допоміжних матеріалів, що використовуються для отримання продовольчих товарів.